# Туалетний привид Ханако
Туалетний привид Ханако (яп. 地縛少年花子くん, Jibaku Shōnen Hanako-kun) — японська серія манґи, написана та проілюстрована дуетом AidaIro. Вона виходить у журналі Monthly GFantasy компанії Square Enix із 2014 року. Станом на серпень 2024, було видано 22 танкобон-томів серії. Манґа розповідає історію Яшіро Нене, учениці першого класу старшої школи, яка захоплюється окультними історіями та палко бажає мати хлопця. Для цього, вона намагається викликати Ханако-сан із туалету.
Аніме-адаптація, створена студією Lerche, виходила з січня по березень 2020 року. Було також анонсовано новий аніме-проєкт, який пізніше було описано як «перезапуск» серії.
В Україні цю манґу було ліцензовано видавництвом Lantsuta.
Станом на серпень 2022, було випущено понад 8 мільйонів копій Туалетного привида Ханако.

## Сюжет
Академія Камоме відома чутками про свої Сім Див та надприродні події. Яшіро Нене, учениця першого класу старшої школи, яка любить окультні історії та мріє про те, щоб мати хлопця, викликає Сьому та найвідомішу з Див, «Туалетну Ханако-сан» — дух дівчини, яка нібито мешкає у вбиральні та може виконувати бажання за певну ціну. Однак, як Нене дізнається, викликавши «Ханако-сан», чутки були хибними; Ханако-сан — хлопець. Унаслідок певних подій, вона стає духовно пов'язаною з Ханако та починає бути його асистенткою, допомагаючи йому знищувати злих створінь і змінювати чутки, щоб зберігати баланс між світом духів та людей. Разом із цим, Нене дізнається про свій зв'язок зі світом духів і про темні секрети Ханако та його минулого.

## Персонажі

### Головні герої
Ханако (яп. 花子くん)
Сейю: Оґата Меґумі (оригінал), Джастін Брайнер (англійський дубляж)
Найвідоміший зі шкільних чуток, Сьомий із Семи Таємниць академії Камоме. Згідно чуток, він мешкає в туалеті для дівчат у старій будівлі школи, а також може здійснювати бажання того, хто його викличе, за певну ціну. Він є найсильнішим із Семи Таємниць, а також їхнім лідером. Саме тому, його задача — це слідкувати за всіма надприродними створіннями в школі та підтримувати баланс між ними та людьми.
Хоча Ханако й поводиться часто по-дитячому й пустотливо, його минуле приховує багато страшних секретів. Так, до того, як стати духом, хлопця звали Юґі Амане. В нього був молодший брат-близнюк, Цукаса, якого він убив, а потім і сам помер у молодому віці.
Після того, як Ханако пов'язав свою душу з Яшіро, дівчина стала його асистенткою. Однак насправді ж він вважає її своєю подругою та дуже піклується про неї.
Нене Яшіро (яп. 八尋 寧々, Яшіро Нене)
Сейю: Кіто Акарі (оригінал), Тіа Баллард (англійський дубляж)
Учениця першого класу старшої ланки академії Камоме. Вона викликає Ханако та бажає, щоб хлопець, якій їй подобається, Мінамото Теру, відповів узаємністю на її почуття. Внаслідок певних подій, Яшіро проковтує русалчину луску, після чого на неї накладається Прокляття Русалки, яке перетворює її на рибу. Аби здійснити її нове бажання — знову стати людиною, Ханако доводиться теж проковтнути цю луску, аби розділити ефект прокляття так, щоб Яшіро могла бути людиною, коли не поринає у воду. Це прокляття пов'язало їхні душі, а Яшіро довелося стати асистенткою Ханако як оплата.
Яшіро працює з Ханако над тим, щоб змінювати чутки про надприродних створінь чи поширювати нові, аби тримати їх під контролем. Вона також може знищувати йорішіро — джерела сили — Шкільних Див.
Яшіро — дуже позитивна, чуйна та дбайлива дівчина. Вона дуже боїться, що ніхто ніколи не покохає її у відповідь; після того, як на неї було накладено прокляття, вона зізналася Ханако, що зрозуміла, що її справжнім бажанням було, щоб хоча б хтось відповів узаємністю на її почуття, а не конкретно Теру. Яшіро також соромиться своїх ніг, які часто порівнюють з дайконом як жарт протягом манґи. Її найкраща подруга — Акане Аой, яка любить ділитися з нею новими чутками. Незважаючи на те, що вона неодноразово стверджувала, що Ханако не в її смаку, а також невпинне дражніння Ханако, вона дуже про нього дбає.
Дізнаючися більше про минуле Ханако, вона починає хотіти мати змогу захистити його.
Ко Мінамото (яп. 源 光, Мінамото Ко)
Сейю: Чіба Шьоя (оригінал), Тайсон Райнхарт (англійський дубляж)
Ученик третього класу середньої школи академії Камоме, а також другий за старшинством син клану Мінамото, сім'ї сильних екзорцистів, які вірять у те, що всі надприродні істоти є по суті своїй злими. Отримавши від свого старшого брата, Теру, доручення вигнати всі Сім Див, Ко намагається вигнати Ханако, але йому не вистачає духовної сили для цього. Ко намагався продовжити свою місію, однак урешті-решт дійшов висновку, що Ханако не схожий на «зле» створіння. В результаті, Ко присягається більше дізнатися про нього та інших надприродних істот (як Міцуба), перш ніж сліпо виганяти їх, хоча його брату це й не сподобалося.
Коли Ко знаходить Міцубу, він пропонує йому провести з ним день, щоб він міг здійснити те, про що жалкував у свої фінальні моменти, аби він міг нарешті спочити з миром. Вони вдвох були в одному класі на першому році навчання й Ко почувається винним за те, що тоді його не помічав. Після того, як Цукаса перетворює Міцубу на зле надприродне створіння проти його волі, Ко бачить, як Ханако знищує Міцубу, через що він почувається спустошеним від утрати друга. Розлютований та засмучений, він присягається стати сильнішим, аби знищити злих надприродних істот, як Цукаса.
Ко — шукач справедливості зі сміливою та доброю вдачею, хоча він і часто опиняється в халепах через свою недосвідченість та низький рівень духовної сили. Він також намагається захистити Яшіро, коли Ханако, на його думку, поводиться по-злому чи як збоченець.
Сосуке Міцуба (яп. 三葉 惣助, Міцуба Сосуке)
Сейю: Кобаяші Дайкі (оригінал), Кайл Ігнечі (англійський дубляж)
Був однокласником Ко, коли вони навчалися в першому класі середньої школи. Він загинув у аварії, після чого став привидом, оселившися поблизу шафок середньої школи, та почав кликати учнів, сподіваючись, що хтось згадає його. Ко побачив його після того, як почув чутку про нього та, хоча й не впізнав його зі школи, захотів допомогти йому здійснити те, про що він жалкував, через що він залишався в школі та не міг спочити з миром.
Міцуба жалкує про те, що не мав друзів, поки був живим, і сказав, загадуючи Цукасі бажання, що хоче, аби всі впізнавали його. Однак через те, що Цукаса повважав, що його первинне бажання було занадто розпливчастим, він вирішив, що справжнім бажанням Міцуби було залишитися зі своїми друзями назавжди. Він виконує це бажання натомість і змінює чутку про Міцубу, проти його ж волі перетворюючи його на жорстоку надприродну істоту. Цукаса змушував Міцубу вбити Ко, аби він став його другом назавжди (померши), але Ханако прибуває та знищує Міцубу, перш ніж він міг би зробити це. Зрештою, в результаті певних подій, Міцуба стає новою Третьою Таємницею школи. Після цього, він не має своїх минулих спогадів, але його характер та мрії повертаються до того, якими вони були раніше, а новим бажанням Міцуби стає стати справжньою людиною.
Раніше, в Міцуби не було друзів, бо він поводився нарцистично та грубо. Сподівавшися змінитися в середній школі, він подавлював свій характер, але через це став невиразним і непомітним. Він був талановитим фотографом та членом шкільного клубу фотографії. Міцуба також придумує людям образливі прізвиська, однак за його грубістю та нарцисизмом ховається відчайдушне бажання бути щасливим, а думки про його невдачі в оригінальному житті роблять Міцубу пригніченим.

### Антагоністи
Юґі Цукаса
 — молодший брат-близнюк Ханако. Коли вони були все ще живі, близнюки, ймовірно, були дуже близькими, поки він не був убитий Ханако. Він життєрадісний та надзвичайно інфантильний, але його характер швидко змінюється, показуючи його божевільну сторону. Він не думає про свої вчинки та діє примхливо, вирішуючи вбити щось просто тому, що йому здається, що це весело. Близнюки мають протилежні переконання: поки Ханако підкреслює важливість збереження мирного балансу між людьми та надприродними істотами, Цукаса вважає, що обидві сторони мають робити, що їм хочеться, навіть якщо це означає спричинення хаосу неймовірних масштабів. У той час, як Ханако виконує бажання живих, Цукаса виконує бажання мертвих. Цукаса працює зі своєю асистенткою, Сакурою, над тим, щоб змінювати чутки про надприродних створінь у школі заради своїх власних цілей.
Нанаміне Сакура
 — гарна учениця третього класу старшої школи академії Камоме. Як і Яшіро, вона стала асистенткою Цукаси після того, як він здійснив її бажання.
Вона — президентка радіоклубу та допомагає Цукасі транслювати змінені чутки про надприродних створінь.
Сакура зазвичай стоїчна та дратується через Нацухіко та Цукасу, вдаючися до того, щоб уявляти Цукасу скоріш як кота, аніж як хлопця, щоб сприймати його вчинки легше.
Х'юґа Нацухіко
 — ученик другого класу академії Камоме, а також член радіоклубу. Він часто намагається завоювати прихильність Сакури, але безрезультатно. Хоча він і не пов'язаний із Цукасою духовно, Нацухіко допомагає йому в його планах. Легковажна вдача Нацухіко часто сама по собі спричиняє йому неприємності.

### Інші
Мінамото Теру
 — ученик другого класу старшої школи, президент шкільної ради, а також найпопулярніший хлопець у школі. Він — старший брат Ко, а також старший син клану Мінамото. Теру — обдарований екзорцист, якого змалку тренували старші члени родини, щоб він міг виганяти надприродних створінь. Крім того, йому було прищеплено сімейне переконання, що всі надприродні створіння є по суті своїй злими. Незважаючи на його спокійний та лагідний вигляд, він безжальний та до страшного спостережливий. Він обожнює своїх молодших брата з сестрою, а також хоче, щоб Ко вигнав Сім Таємниць, аби він став сильнішим. Теру часто проводить ночі, виганяючи надприродних істот, через що спить лише після школи.
Акане Аой
 — учениця першого класу старшої школи, а також найкраща подруга Яшіро. Найгарніша та найпопулярніша дівчина в школі. Їй подобаються чутки про Сім Таємниць, які вона розповідає Яшіро. Аой і Яшіро обидві є учасницями клубу садівництва. Крім цього, в Акане Аой є сусід та друг дитинства — Аой Акане.

## Медіа

### Манґа
Туалетний привид Ханако написано та проілюстровано дуетом AidaIro. Манґа почала виходити в липневому випуску журналу Monthly GFantasy за 2014 рік компанії Square Enix, опублікованому 18 червня 2014. Перший том у форматі танкобону було видано 22 травня 2015 року. Нульовий том було випущено 27 грудня 2019. Станом на серпень 2024 видано 22 томи.
В Україні манґу було ліцензовано видавництвом Lantsuta.

### Аніме
Телевізійна аніме-адаптація була анонсована в квітневому випуску журналу Monthly GFantasy 18 березня 2019 року. Анімацією займалася студія Lerche, а режисером виступив Масаомі Андо. За композицію серіалу відповідав Ясухіро Наканіші, а за дизайн персонажів — Маюка Іто. Музику до аніме-адаптації було написано Хіроші Такакі. Серіал виходив із 9 січня 2020 по 26 березня 2020 на TBS, SUN, CBC та BS-TBS. Опенінґ, «No.7», було виконано Jibaku Shōnen Band, а ендінґ, «Tiny Light» — Акарі Кіто. Тривалість аніме-адаптації склала 12 епізодів.
У грудні 2022 було анонсовано новий аніме-проєкт, який пізніше було описано як «перезапуск» серії.